# Grzegorz Stec

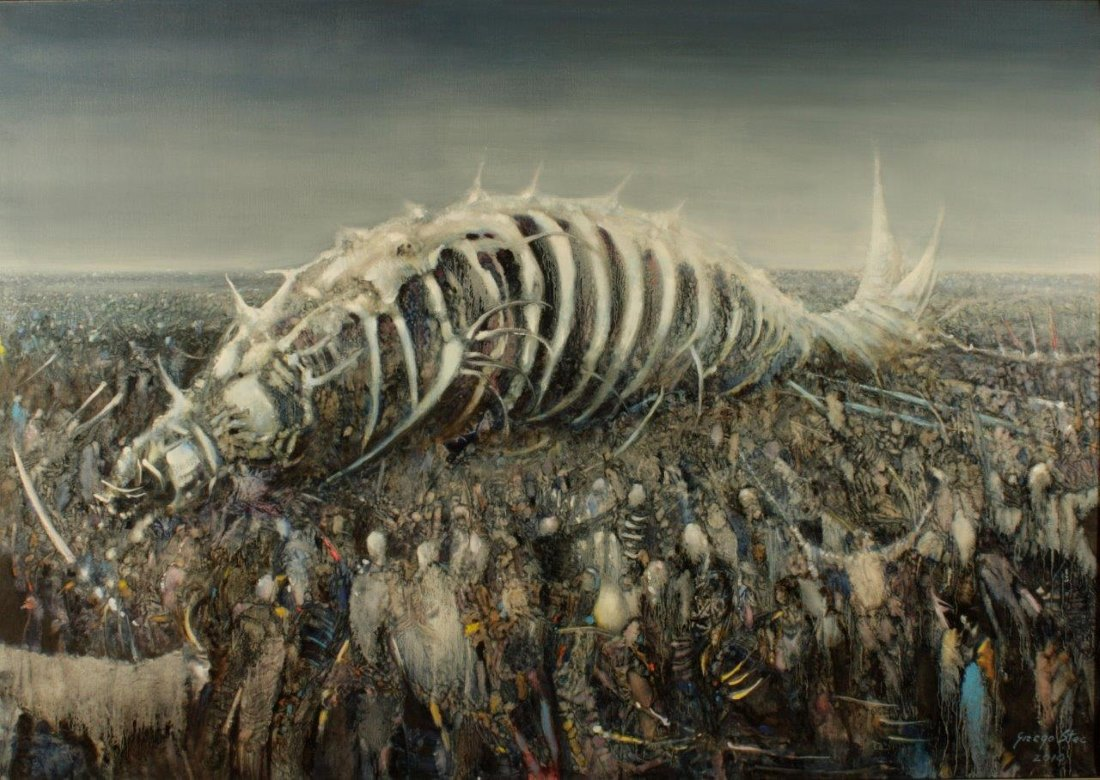
Grzegorz Stec, „Głód”, 2010, olej na płótnie, 70x100

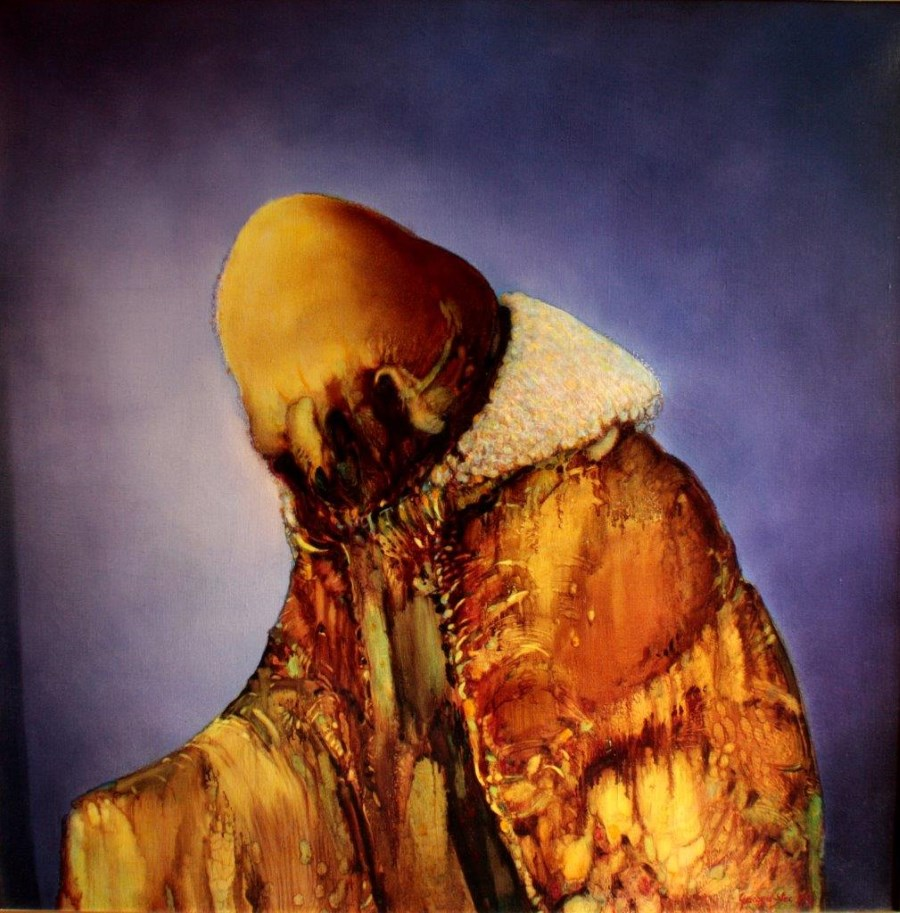
Grzegorz Stec „Książę” 1997, olej na płótnie, 90x90 cm

Grzegorz Stec (ur. 24 stycznia 1955 w Krakowie) – polski malarz.

## Życiorys
W latach 1976–1981 studiował na Akademii Sztuk Pięknych w Krakowie, dyplom robił na Wydziale Grafiki u prof. Włodzimierza Kunza, malarstwo studiował u prof. Jana Świderskiego. Miał ponad 50 wystaw indywidualnych, w Polsce, w USA, Szwecji, Niemczech. W latach 1996–2002 był rezydentem The Society for Arts w Chicago, w „1112 Gallery” odbyły się wystawy: Letters to the Mastres (1996), Exodus or Carnival? (1997) i Aqueducts of Dream (1998). W latach 2007–2009 wystawiał w Nowym Jorku, także w polskich placówkach dyplomatycznych: w Konsulacie Generalnym Rzeczypospolitej Polskiej (2008) oraz w Fundacji Kościuszkowskiej (2009). Ostatnie duże wystawy artysty odbyły się w Centrum Kultury Żydowskiej na krakowskim Kazimierzu (2011, 2014), w Pałacu Sztuki w Krakowie (2012, 2015), Centrum Sztuki Współczesnej „Solvay” (2014), Instytucie Polskim w Lipsku (In Licht und Schatten, 2014), w Galerii Abakus w Berlinie (Melancholie und Maskerade, 2015; we współpracy z Ambasadą Rzeczypospolitej Polskiej i Instytutem Polskim w Berlinie). Użyczał swoich obrazów na okładki książek, płyt i plakatów, m.in. dla VI Wielkanocnego Festiwalu Ludwiga van Beethovena (2002). O twórczości Steca TVP nakręciła film Zadręcza mnie zapach czerni (1991, reż. Cezary Nowicki).  W 2019 r. artysta obchodził jubileusz 40-lecia pracy twórczej. Z tej okazji otrzymał odznaczenie Honoris Gratia, przyznawane przez Prezydenta Miasta Krakowa. Również z tej okazji wydany został retrospektywny album pt. Grzegorz Stec, Malarstwo – Paintings. Czterdziestolecie.
Jest również poetą, wydał dwa tomiki poezji Nikt tu nie szuka odpowiedzi (1999) oraz Melencolia (2007).

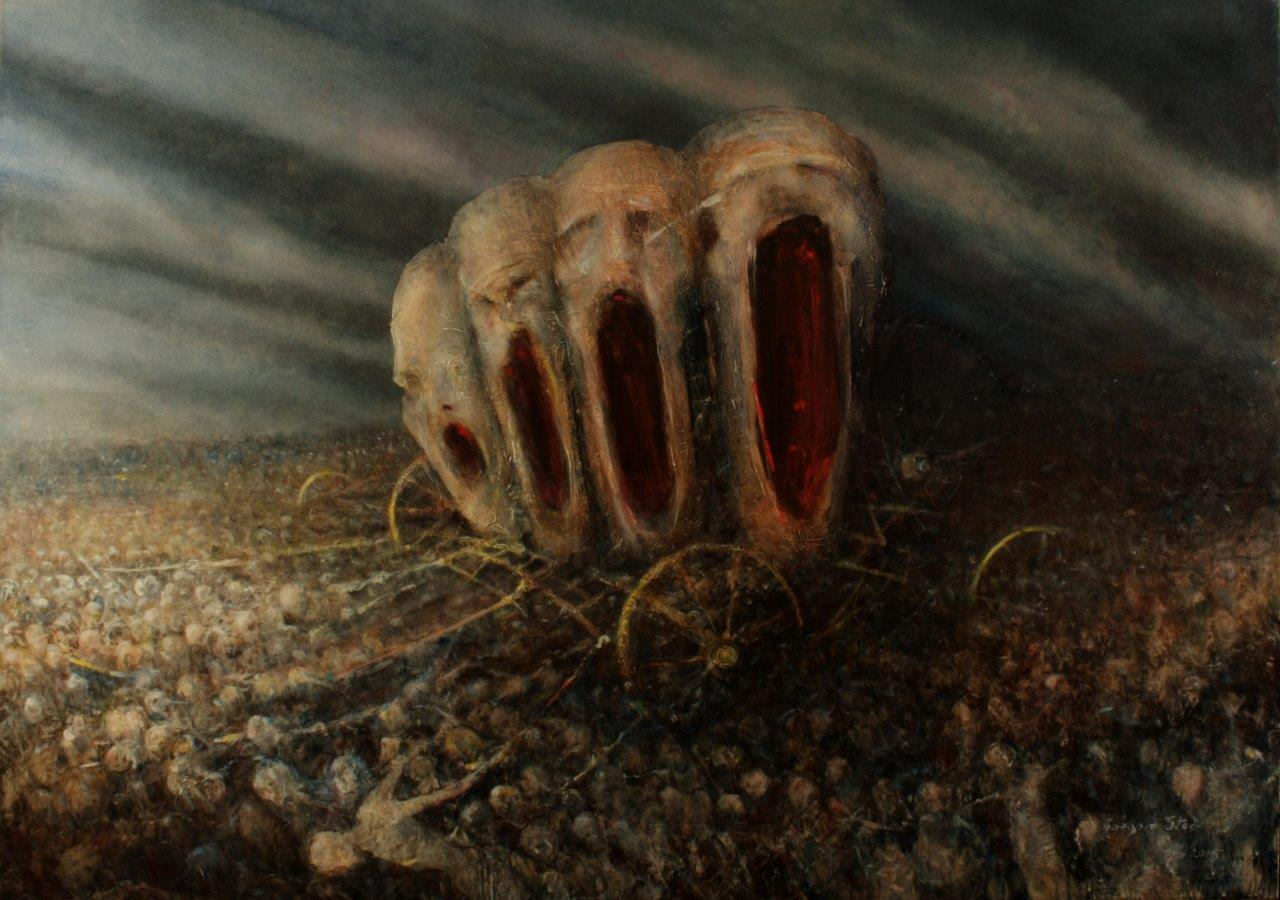
Grzegorz Stec „Wóz krzyku” III, 2015, olej na płótnie, 100x140

Jego żoną jest Gabriela Matuszek-Stec, profesor tytularny na Wydziale Polonistyki Uniwersytetu Jagiellońskiego.

## Charakterystyka twórczości
Artysta nazywany przez krytyków mistrzem światła i znakomitym kolorystą, twórca unikatowych czarnych obrazów olejnych. Reprezentuje typ sztuki wizyjnej, dramatycznej, emocjonalnie reagującej na doświadczenia współczesności, a zarazem mocno zakotwiczonej w europejskiej tradycji malarskiej (do swoich Mistrzów Stec zalicza Dürera, Velasqueza, Hieronima Boscha, Goyę, Rembrandta, Albrechta Altdorfera, Matthiasa Grünewalda, a ze współczesnych Francisa Bacona i Witolda Wojtkiewicza. Jego malarstwo można usytuować między abstrakcją i figuracją, i traktować jako oryginalny powrót do "duchowości" sztuki.
Obrazy Steca charakteryzuje bogactwo kompozycji, barw i struktur - od prostych form po gęste kompozycje ''horror vacui'', od czystej i wyrazistej kolorystyki, po prace monochromatyczne i wręcz czarno-białe. Artystę najbardziej interesuje tłum - skłębiona, zdeformowana masa, dręczona przez szaleństwa i traumy, oraz pojedyncza istota ludzka pokazana jako głowa-maska, będąca portretem stanu psychicznego.

Grzegorz Stec wypracował własną technikę malarstwa olejnego, która w przypadku czarnych obrazów polega na osiąganiu technicznych efektów zbliżonych do mezzotinty, zaś w przypadku barwnych płócien na spontanicznym, intuicyjnym tworzeniu podczas pierwszych gorących sesji, a potem mozolnym i perfekcyjnym dopracowywaniu detali. Zwraca uwagę zwłaszcza umiejętność tworzenia efektów świetlnych, które nadają obrazom duchowy wymiar. Czarne obrazy - najbardziej oryginalna część sztuki Steca - są często próbą wizualizacji czystego światła.

## Wybrane wystawy indywidualne
- Klub Olimp, Kraków, 1979
- Galeria Mały Rynek, Kraków. 1985
- Emigrant’s Club, Sztokholm, Szwecja, 1986
- Galeria Inny Świat, Kraków, 1986
- Teatr Stary, Kraków, 1987
- Galeria Inny Świat, Kraków, 1988
- Galeria Inny Świat, Kraków, 1989
- Muzeum Śląskie, Katowice, 1989
- Stara Galeria, Kraków, 1991
- Galeria Profil, Poznań, 1992
- Teatr Witkacego, Zakopane, 1992
- Stara Galeria, Kraków, 1993
- Galeria Inny Świat, Kraków, 1993
- PAAS Gallery, Nowy Jork, 1995
- Dom Natana Spiry, Kraków, 1995
- Insights, The John G. Blank Center for the Art, Michigan City (z rzeźbiarzem Adamem Fedorowiczem), 1996
- Letters to the Mastres, 1112 Gallery, The Society for Arts, Chicago,1996
- Exodus or Carnival?, 1112 Gallery, The Society for Arts, Chicago, 1997
- Aqueducts of Dream, 1112 Gallery, The Society for Arts, Chicago, 1998
- Galeria Centrum, Nowohuckie Centrum Kultury Kraków, 2002
- Muzeum Historii Miasta Łodzi, Łódź, 2005
- Akwedukty snów, Galeria Ermitaż, Muzeum Łazienki Królewskie, Warszawa, 2006
- Galleri Mitteleuropa, Sztokholm, 2007
- Galeria Kuriera Plus, Nowy Jork 2008
- Konsulat Generalny Rzeczypospolitej Polskiej, Nowy Jork, 2008
- Fundacja Kościuszkowska, New York, 2009
- Oto – patrz Fryderyku (z Krzysztofem Izdebskim-Cruz i Marcinem Kołpanowiczem), Polska Filharmonia Bałtycka oraz Galeria Klucznik, 2010
- Centrum Sztuki Współczesnej, Kołobrzeg (z Marcinem Kołpanowiczem), 2010
- Pisane światłem, pisane mrokiem, Centrum Kultury Żydowskiej, Kraków, 2011
- Ciemne epifanie, Pałac Sztuki Towarzystwa Przyjaciół Sztuk Pięknych w Krakowie, 2012
- Jest czerń tak przezroczysta..., Galeria Ars Nova w Łodzi, 2012
- Collegium Novum Uniwersytetu Jagiellońskiego, Kraków, 2013
- Mairie de Saint-Ouen Marchefroy, Francja, 2013
- POSTkarnawał, Dwór Czeczów, Kraków, 2013
- W świetle, w ciemności, Centrum Kultury Żydowskiej, Kraków, 2014
- Wokół Antygony, Centrum Sztuki Współczesnej Solvay, Kraków, 2014
- In Licht und Finsternis, Instytut Polski w Lipsku, 2014
- Wokół masek i demonów, Jama Michalika, Kraków, 2015
- Melancholie und Maskerade, Galerie Abakus, Berlin (we współpracy z Ambasadą Rzeczypospolitej Polskiej i Instytutem Polskim w Berlinie), 2015[8]
- Wóz krzyku, Pałac Sztuki, Kraków, 2015[9]
- Melancholia i Maskarada II, Galeria Sztuki Współczesnej Dagma Art, Katowice 2015/2016[10]
- Skazany na sztukę, Dworek Białoprądnicki, Kraków, 2017
- Malarstwo - retrospektywa. Wystawa jubileuszowa, Galeria Biała Nowohuckiego Centrum Kultury, Kraków, 2019
- Czarne obrazy - wystawa jubileuszowa, Galeria Pryzmat ZPAP, Kraków, 2019
- 40 na 40 - wystawa jubileuszowa, Bator Art Gallery, Szczyrk, 2019
- Anhedonia. Malarstwo - Galeria Teatru Witkacego, Zakopane, 2020
- Głód, Centrum Promocji Kultury Dzielnicy Praga-Południe, Warszawa[11]

## Tomiki poetyckie
- Nikt tu nie szuka odpowiedzi, Kraków 1999, ISBN 83-87694-98-3.
- Melencolia, Kraków 2007, ISBN 978-83-902110-9-1.

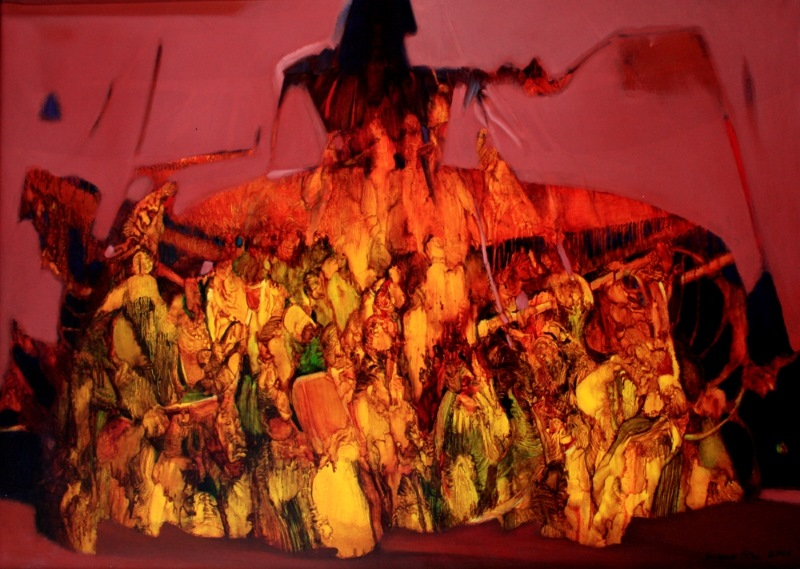
Grzegorz Stec, „Caryca”, 2006, olej na płótnie, 100x140 cm

## Opinie na temat twórczości
- Imponująca ilościowo, zadziwiająca maestrią, ujmująca płodozmianem twórczość malarska Grzegorza Steca stawia artystę w rzędzie tych, którym dedykował swoje monumentalne dzieła i bezpretensjonalne prace. Dziś trudno byłoby wymienić na palcach jednej ręki polskich twórców tak oryginalnych, rozpoznawalnych, jak to się dzisiaj mówi – to jednak określenie zbyt słabe. Eschatologia i kolorystyczna euforia w jednym – jakie to trudne, wydawałoby się: nieosiągalne. Idealna gładkość powierzchni i szaleństwo najdrobniejszych punkcików tworzących niezmierny ruch w tym ogólnym spokoju – także w jednym. To, co wydaje się niemożliwe do pogodzenia w harmonijnym dziele sztuki, Stec osiąga, jak się wydaje, z łatwością. Lekkość, której niezbite istnienie może być powodem koleżeńskiej zawiści, tylko, niczym pyłek, pokrywa ważkie zagadnienia z pogranicza filozofii, historii i psychologii społecznej; a wszystko to wiruje w pracowni poszukiwacza właściwego światła[12].
- „W świetle, w ciemności” – to wystawa malarstwa Grzegorza Steca, która przekonuje, że znakomity autor tworzonego od lat cyklu światłocieniowych rozgrywek, inspirowanego twórczością dawnych mistrzów i podbitego poezją, uwierzył we własne możliwości jako kolorysta. Siłę "Przemarszu jesieni" (2012) podkreśla żywiołowo z pozoru, odważnie zapewne, a celnie z całą pewnością wprowadzony kolor. Zdecydowana forma, otwarta kompozycja z zawęźlającymi się elementami znaczeń budzą skojarzenia z decydującymi momentami walki z samym sobą w otwartej przestrzeni. Wyszukane błękity, żółcienie złote, nakładane pastoso oraz coraz bardziej płomieniste czerwienie to popis ujarzmiania kontrastowych zestawień. (…) Taką dojrzałość osiągają nieliczni twórcy – a w przypadku mistrza Steca jest ona raz na zawsze legitymizowana "Pracownią jesienną" z 2014 roku.”[13]

- „I najnowsze obrazy artysty. Kolor! Laserunki tworzą głębię kolorystyczną, a impasta przydają świetlistości. Trzeba być mistrzem, żeby wiedzieć, w którym miejscu je położyć, żeby zagrały. Tu grają. Talent artysty w zenicie. Należy ostrzec: te malarskie wizje to świat szalony, bez dystansu, bez półuśmiechu. Rozmach proroka, szczegóły Apokalipsy.”[14]

- „W zasadzie z przywiezionych przez artystę prac dałoby się zbudować kilka osobnych wystaw. Na szczęście dla nowojorskich miłośników sztuki (…) można było w całej rozpiętości zobaczyć to, z czym i w jaki sposób zmaga się Stec w swojej pracy twórczej. (…) Każda z tych dramatycznych, niemalże barokowych kompozycji otwiera przed oglądającym co najmniej dwie możliwości interpretacyjne: oglądana z oddali wydaje się być dopełnioną alegorią, podaną widzowi w zamkniętym kształcie, silnie oddziałującą na emocje odbiorcy.”[15]

- „Malarstwo Steca podejmuje zadanie maksymalne: ogarnąć oba bieguny, dotrzeć do granic doświadczenia zarówno rzeczywistości, jak i czystego znaku. (…) Technika jego malarstwa jest oszałamiająca. Kompozycje od najprostszych, jednoprzedmiotowych – po skomplikowane układy form, kojarzących się z bitwami, burzami, piekłem i szaleństwem.”[16]

- „Każdy, kto po raz pierwszy zetknie się z czarnymi obrazami Grzegorza Steca zastanawia się, jaką techniką zostały wykonane. Mezzotinta? Litografia? Ossasepia? […] Olśniewające bogactwem efektów mimo tak zawężonych środków warsztatowych. Zaskakujące różnorodnością faktur malarskich, od napylonego, zamglonego sfumato, po drapieżne kontrastowe światłocienie. Technika ta pozwala na wielką swobodę kreacji i jest nieprzyzwoicie efektowna.”[17]

- „Gdyby duch czasów, wiedziony naturalną potrzebą homeostazy, chciał ustanowić przeciwwagę dla twórczości Neue Wilde, powinien by z miejsca pomyśleć o obrazach Steca.”[18]